# Margit Otto-Crépin
Margit Otto-Crépin (Saarbrücken, 9 de febrero de 1945-Hamburgo, 19 de abril de 2020) fue una jinete francesa que compitió en la modalidad de doma.
Participó en cuatro Juegos Olímpicos de Verano, entre los años 1984 y 1996, obteniendo una medalla de plata en Seúl 1988, en la prueba individual, y el cuarto lugar en Atlanta 1996, en la prueba por equipos. Ganó cuatro medallas en el Campeonato Europeo de Doma entre los años 1987 y 1995.
Trabajó en la Federación Ecuestre Internacional (FEI) como miembro de la Comisión de Doma.

## Palmarés internacional
| Juegos Olímpicos   | Juegos Olímpicos          | Juegos Olímpicos  | Juegos Olímpicos      |
| Año                | Lugar                     | Medalla           | Categoría             |
| ------------------ | ------------------------- | ----------------- | --------------------- |
| 1988               | Seúl (Corea del Sur)      | Medalla de bronce | Individual            |
| Campeonato Europeo |                           |                   |                       |
| Año                | Lugar                     | Medalla           | Categoría             |
| 1987               | Leicester (Reino Unido)   | Medalla de oro    | Individual            |
| 1989               | Mondorf (Luxemburgo)      | Medalla de plata  | Individual            |
| 1991               | Donaueschingen (Alemania) | Medalla de bronce | Individual (especial) |
| 1995               | Mondorf (Luxemburgo)      | Medalla de bronce | Por equipos           |